# 엘리시아 로타루

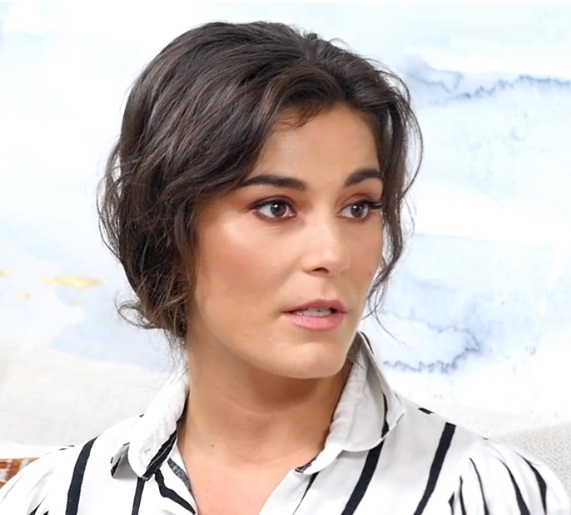

엘리시아 로타루(Elysia Rotaru, 1984년 11월 9일 ~ )는 캐나다의 모델, 영화배우, 배우, 성우이다.
밴쿠버에서 태어났다.

## 영화
- 하드 파우더 (2018년)
- 걸하우스 (2014년)
- 스탠 헬싱 (2009년)